# Bele a semmibe
A Bele a semmibe, eredeti címén Gone egy 2007-ben bemutatott brit-ausztrál film. A road movie és thriller elemeket tartalmazó, hátizsákos fiatal turisták közegében játszódó film Ausztráliában játszódik, teljes egészében ott is forgatták. A film rajta van az Ausztrália tájait és kultúráját, jellegzetes hangulatát bemutató „Ozploitation” filmek listáján. Magyarországon moziban nem adták, magyar szinkronos DVD lemezen megjelent.

## Cselekmény
|  | Alább a cselekmény részletei következnek! |

Alex, a bizalmatlan, kissé visszahúzódó természetű brit fiú életében először Ausztráliába utazik, hogy egy hosszú nyaralást töltsön szerelmével, melynek során beutazzák a legszebb turistaparadicsomokat, valamint az Outback, az ausztrál sivatag embernemjárta tájait. Barátnője Sophie szintén brit, ő pár nappal korábban érkezett Ausztráliába, tervük szerint Byron Bay-ban találkoznak, hogy közös útjukat megkezdjék a sivatagba.
Alex a Sydney-i repülőtérre érkezik, de a távolsági buszt már lekéste, egy éjszakát a városban kell töltenie. Hátizsákjával, kezében az Ausztrália útikönyvvel látszik róla, hogy fiatal külföldi turista. Egy Taylor nevű amerikai fiú megszólítja, majd felajánlja neki, jöjjön vele szórakozni, mert két lány mellé kéne még egy fiú. Alex elfogadja, végigtáncolják az éjszakát. A berúgott Alex reggel arra ébred, hogy az egyik lány mellett fekszik, Taylor meg Polaroid géppel őket fotózza.
Taylor felajánlja, hogy autójával elviszi a találkozási helyre, neki mindegy merre megy, úgyis csak csavarog az országban. Ketten útnak indulnak, eleinte nincs semmi probléma, bár Alex nagyon furcsállja, hogy Taylor állandóan esetleges partnere felől érdeklődik. A találkozási hely Byron Bay, Ausztrália hippi és művész „fővárosa”, ahol Taylor megismerkedik Alex barátnőjével. Megbeszélik, minek is szállnának át autóbuszra, Taylor elviszi őket, negyediknek csatlakozik hozzájuk Ingrid, a szintén itt nyaraló német turistalány.
Másnap csodálkozva veszik észre, hogy Ingrid otthagyta őket, el sem köszönt, még egy üzenetet sem hagyott. Mivel Ingrid eltűnését nem tartják gyanúsnak, hárman indulnak el Byron Bayból Katherine Gorge felé, ami több, mint kétezer kilométeres út, jórészt a sivatagon keresztül.
A két fiú között lassan feszültség kezd kibontakozni. Taylor ugyan mindig jóhiszeműnek és segítőkésznek mutatkozik, de lassan és észrevehetetlenül árkot ás Alex és Sophie közé, amit Alex gyorsan észrevesz. Kezdi úgy érezni, hogy Taylor ráhajt barátnőjére és valami nem stimmel a fiúval, nem egészen olyan, mint amilyennek mutatja magát. Az ő kívánságára többször el is akarnak válni tőle, de Sophie szimpatikusnak tartja a fiút, ezért valahogy mindig vele maradnak az éppen következő napra.
Már a néptelen sivatagban járnak, amikor elütnek egy kengurut, az ütközés miatt Alex feje megsérül. A következő településen Taylor gyógyszert és vizet hoz neki, amitől Alex rosszul lesz. Az a gyanúja, hogy Taylor megmérgezte. Az is kiderül, hogy Taylor ígérete ellenére nem dobta ki a róla és az ismeretlen lányról készült fotót, amivel csak tovább ingerli Alexet. Később Taylor még egy verekedést is kiprovokál, mikor négyszemközt, de valótlanul azt állítja, hogy Sophie vele töltötte az éjszakát, míg Alex betegen feküdt. Sophie ebből csak annyit lát, hogy Alex látszólag ok nélkül nekiesik Taylornak, valószínűleg kezd megbolondulni. Egyre kevésbé hisz neki, kapcsolatuk megromlik, a manipulatív Taylor a háttérből gúnyosan mosolyogva figyeli, ahogy Alex lassan összeomlik és Sophie az ő ölébe hullik.
Alex még egyszer ráveszi barátnőjét, hogy azonnal szakítsanak Taylorral és szálljanak át buszra. A busz másnapi indulásáig az éjszakát egy kis szállodában töltik egy világvégi, poros városkában. Sophie éjszaka veszi észre, hogy Alex eltűnt. Taylor segít keresni, de nem találják. Abban maradnak, hogy az összeomlott Alex minden bizonnyal otthagyta őket. Időnként mobilhívás is érkezik tőle, de sosem szól senki a telefonba, ekkor érzi úgy Sophie, hogy itt az idő részéről a szakításnak. Taylorral folytatja az utat.
A következő éjszakát együtt töltik egy elhagyott helyen, majd Taylor elalszik. Sophie még egyszer megkísérli, hogy felhívja Alexet. A sötétben észreveszi, hogy Taylor holmijai között egy mobiltelefon kijelzője kigyullad a hívására. Mikor megnézi, döbbenten tapasztalja, hogy Alex telefonja az. Egy pillanat alatt kijózanodik, megpróbál a kocsival elmenekülni, de Taylor felébred. Azt hazudja neki, hogy fázott, ezért szállt a kocsiba.
Reggel Sophie azt mondja, Ingrid SMS-t küldött, hogy találkozzanak a következő városban. Taylor válasza, hogy az nem lehetséges, mert telefonja sincs. Ebből már Sophie tudja, Ingridet Taylor miatta távolította el és most Alex a soros. Áttér a nyílt beszédre, megkérdi, mit tett Taylor a barátjával, hogyan került hozzá annak telefonja. Az ekkor már nyíltan pszichotikus Taylor támadólag lép fel, közli, nem az a lényeg, hogy ő mit tett Alexszel, hanem Alex mit tett a lánnyal, ezzel a napokkal korábbi esetleges megcsalásra célzott az általa szervezett bulin. Sophie a kocsival próbálna elmenekülni, magára zárja a kocsi utastéri ajtóit, de elinduláskor szinte sokkot kap, amikor a meggyilkolt Alex holtteste kiesik hátul a csomagtérből. Taylor viszont beugrik a kocsiba a nyitott hátsó ajtón. Az elválasztó rács miatt ugyan nem tud bejutni a vezetőtérbe, de elkezdi kiszedni a rácsot rögzítő csavarokat. A rémült és sokkos Sophie gázadásokkal és fékezésekkel próbál védekezni, eközben az előre-hátra csúszkáló Taylor csúnyán meg is sérül, majd kiesik hátul. Mikor Sophie látja, hogy kezd feltápászkodni, hátramenetbe kapcsol, majd padlógázzal fellöki Taylort, aki meghal. A rémálomnak vége, de Sophie arcán látszik, hogy már nem a tegnapi fiatal lány, egy nap alatt felnőtté és túlélővé vált.
|  | Itt a vége a cselekmény részletezésének! |

## A forgatásról
A film egyike azon keveseknek melyeket ugyanabban a sorrendben forgattak, mint ahogy a cselekményben látható. A forgatást Sydney városában kezdték, majd onnan haladtak észak felé, Byron Bay városába. Az igazán nehéz forgatás a sivatagban kezdődött, ahol váratlan esőzés, emiatt napokig járhatatlan utak lassították a munkát. Máskor 43 fok volt a meleg és konkrét hőgutaveszély állt fent. Az egyik kis településen a helyi aboriginal törzs démonokat elűző és tisztító szertartás végrehajtását javasolta a stáb összes tagjának, amit ők meg is tettek. A stáb kb. ötezer kilométert tett meg Sydney és Winton között, majd vissza.

## Az autó
A film cselekményében fontos szerepet játszó olajzöld autó egy kizárólag Ausztráliában, a speciális helyi viszonyoknak megfelelően gyártott 1986-os Ford Falcon Panel Van [XF], hathengeres 3300 cm3-es motorral.

## Főbb forgatási helyszínek
- Sydney, Új-Dél-Wales
- Byron Bay, Új-Dél-Wales
- Longreach, Queensland
- Winton, Queensland

## Szereplők
- Shaun Evans – Alex, brit hátizsákos turistafiú
- Amelia Warner – Sophie, Alex barátnője, szintén brit
- Scott Mechlowicz – Taylor, amerikai fiú
- Zoe Tuckwell-Smith – Ingrid, német turistalány

## Filmzenei album
David Bridie with Christian Scallan and David Abiuso – Gone Original Film Soundtrack, Sound Vault Records – SV0552
1. lemez
- 1. Drive #1 Bad Place
- 2. Loss (Jida Gulpilil)
- 3. Gone
- 4. Neon Night Kings Cross
- 5. Healing
- 6. Old Town Winton Poison Hole
- 7. Longreach Hotel
- 8. Mesa
- 9. Railtracks RestMotel
- 10. Pills
- 11. Delirium
- 12. Tanks
- 13. Diamantina Accordion
- 14. Flicking The Polaroid
- 15. Love Falls Apart
- 16. Plain Wrong
- 17. Black Dog
- 18. Middle Of Nowhere 1
- 19. Middle Of Nowhere 2
- 20. Loss Reprise

2. lemez (csak a limitált duplalemezes kiadásnál)
- 1. Road train
- 2. Winton music fence
- 3. Mill loop
- 4. Windmill
- 5. Bladensburg NP
- 6. Conch and wire
- 7. Windmill #2
- 8. Space
- 9. Tank
- 10. Wires #1
- 11. Wires #2
- 12. Skull hole
- 13. Wires #3
- 14. Crow
- 15. Conches

## A filmben hallható dalok
- Choir – Malcolm Middleton
- Throwing It Away – My Friend the Chocolate Cake
- I Believe – I Am Kloot
- It's All Over – The Broken Family Band
- Lovestain – José González
- Freddie's Glide – The Punter Band
- Talk To Me Baby – Ray Hoff & His Combo
- I Fought the Law – The Punter Band
- Electric Mud – The Punter Band
- Some Slender Rest – Two Gallants